# Carácter (matemáticas)
En matemáticas, un carácter es (más comúnmente) un tipo especial de función de grupo sobre un cuerpo (como el de los números complejos). El término posee al menos dos significados distintos, pero superpuestos.

## Carácter multiplicativo
Un carácter multiplicativo (o carácter lineal, o simplemente carácter) en un grupo G es un homomorfismo de grupos de G de un grupo multiplicativo sobre un cuerpo (Artin, 1966), normalmente el cuerpo de los números complejos. Si G es cualquier grupo, entonces el conjunto Ch(G) de estos morfismos forma un grupo abeliano bajo la multiplicación puntual.
Este grupo se denomina grupo carácter de G. A veces, solo se consideran caracteres unitarios (por lo tanto, la imagen está en la circunferencia goniométrica); otros homomorfismos de este tipo se denominan entonces "cuasi-carácteres". Los caracteres de Dirichlet puede verse como un caso especial de esta definición.
Los caracteres multiplicativos son linealmente independientes, es decir, si {\displaystyle \chi _{1},\chi _{2},\ldots ,\chi _{n}} son caracteres diferentes en un grupo G, de {\displaystyle a_{1}\chi _{1}+a_{2}\chi _{2}+\dots +a_{n}\chi _{n}=0} se sigue que {\displaystyle a_{1}=a_{2}=\cdots =a_{n}=0}.

## Carácter de una representación
El carácter {\displaystyle \chi :G\to F} de una representación {\displaystyle \phi \colon G\to \mathrm {GL} (V)} de un grupo G sobre un espacio vectorial V de dimensión finita sobre un cuerpo F es la traza de la representación {\displaystyle \phi } (Serre, 1977), es decir
{\displaystyle \chi _{\phi }(g)=\operatorname {Tr} (\phi (g))} para {\displaystyle g\in G}
En general, la traza no es un homomorfismo de grupo, ni el conjunto de trazas forma un grupo. Los caracteres de las representaciones unidimensionales son idénticos a las representaciones unidimensionales, por lo que la noción anterior de carácter multiplicativo puede verse como un caso especial de caracteres de dimensiones superiores. El estudio de las representaciones que utilizan caracteres se denomina teoría de carácteres y los caracteres unidimensionales también se denominan carácteres lineales en este contexto.

### Definición alternativa
Si se restringe al grupo abeliano finito con representación {\displaystyle 1\times 1} en {\displaystyle \mathbb {C} } (es decir, {\displaystyle \mathrm {GL} (V)=\mathrm {GL} (1,\mathbb {C} )}), la siguiente definición alternativa sería equivalente a la anterior (para grupos abelianos, cada representación matricial se descompone en una suma directa de representaciones {\displaystyle 1\times 1}. Para grupos no abelianos, la definición original sería más general que esta):
Un carácter {\displaystyle \chi } del grupo {\displaystyle (G,\cdot )} es un homomorfismo de grupo {\displaystyle \chi :G\rightarrow \mathbb {C} ^{*}}, es decir, {\displaystyle \chi (x\cdot y)=\chi (x)\chi (y)} para todos los {\displaystyle x,y\in G.}
Si {\displaystyle G} es un grupo abeliano finito, los caracteres juegan el papel de armónicos. Para infinitos grupos abelianos, lo anterior sería reemplazado por {\displaystyle \chi :G\to \mathbb {T} } donde {\displaystyle \mathbb {T} } es un grupo circular.